# Kaleidos
Kaleidos Game ist ein Gesellschaftsspiel aus dem Jahr 1995. Es wurde von Spartaco Albertarelli erfunden und von Editrice Giochi (eg-Spiele) veröffentlicht. Es befand sich auf der Auswahlliste für das Spiel des Jahres 1995, gewann 1996 den französischen As d’Or als bestes Partyspiel.
Die 2008 bei Cocktail Games/Ystari erschienene Neuausgabe wurde für den As d’Or – Jeu de l’Année 2009 nominiert, gewann 2009 den Deutschen Lernspielpreis und 2010 den norwegischen Årets Spill als bestes Gesellschaftsspiel.
Von Kaleidos gab es auch eine multilinguale Version für den weltweiten Markt. Abgesehen von der Anleitung in mehreren Sprachen, ist bei jedem Buchstaben des Buchstabenrads ein Zusätzlicher zu finden, um sich dann einen der beiden aussuchen zu können. Albertarelli erklärte es so, dass es in verschiedenen Sprachen manchmal unvorteilhaft wäre, einen bestimmten Buchstaben vorgegeben zu haben. Während es im deutschsprachigen Raum das X oder Y ist, ist es in England beispielsweise das K.
Es besteht ein leichter Zusammenhang mit Stadt, Land, Fluss.

## Ausstattung
Kaleidos besteht aus folgenden, eher ungewöhnlichen Komponenten:
- 4× 6 beidseitig bedruckte Bildtafeln in 4 Farben
- 4 Tafelhalter
- 1 Buchstabenrad
- 4 Bleistifte
- 1 Verrechnungsblock
- 1 Notizblock
- 1 Sanduhr
- 1 Spielanleitung

## Inhalt
In Kaleidos geht es darum, mit einem vorgegebenen Buchstaben, welcher anhand des Buchstabenrads ermittelt wird, so viele Begriffe wie möglich innerhalb der vorgegebenen Zeit zu finden. Dazu hat jeder Spieler Bilder von 1 bis 12, auf denen die seltsamsten Dinge zu sehen sind. Auf einem Bild sieht man zum Beispiel eine Werkstatt, in dessen Mitte ein Motorrad steht, an dem ein Koala hängt. Gleich daneben steht ein Tresor am Boden, in dem sich ein Aquarium mit Fisch und ein Handstaubsauger befindet. Auf dem Tresor liegt eine Posaune, hinter ihm sitzt ein Affe. Am Motorrad lehnt eine Geige über der ein Papagei fliegt. Am gesamten Boden verteilt findet man noch eine Katze, eine Aufziehmaus, eine Autobatterie, ein Baby mit Helm, zwei französische Spielkarten, einen Kompressor, eine Modelleisenbahn usw. Die Bilder in Kaleidos sind zum Teil logisch, auf der anderen Seite ergeben sie keinen Sinn.

### Bilder
Die einzelnen Bilder von Kaleidos beinhalten Unmengen an Objekten und lassen, auch laut Spielregeln, eine breite Palette an Interpretationen zu. So kann z. B. ein bestimmter Stoff als Nylon oder Baumwolle gewertet werden. Eine Automarke kann als Jeep, Cabriolet usw. bezeichnet werden.

## Punktesystem
Bis die Sanduhr abgelaufen ist, hat man Zeit, so viele Objekte wie möglich zu finden. Dabei zählt jedes notierte Wort, sofern gültig, 5 Punkte. Hat ein Mitspieler dasselbe Wort, zählt dieses für beide (oder mehrere) nur 1 Punkt. Am Ende von 12 Runden werden sämtliche Punkte zusammengezählt. Der Spieler mit den meisten Punkten hat gewonnen.

## Fortsetzung
Im Jahr 1997 wurde ein Nachfolger, Kaleidos Junior, ebenfalls von eg-Spiele, veröffentlicht. Diese Version für Kinder ab 7, hat einfachere Bilder sowie ein leichter verständliches Regelwerk.

## Neuauflage
Die Produktion von Kaleidos durch Editrice Giochi wurde 2005 nach 10 Jahren eingestellt und die Rechte wurden an Spartaco Albertarelli zurückgegeben. Daraufhin gründete er 2006 mit Marianna Fulvi, Elena Prette und Angelo Zucca Kaleidosgames (KG-Studios), die eine neue Version mit Illustrationen von Marianna Fulvi und Elena Prette entwickelte, die 2008 in einer Coproduktion von Cocktail Games/Interlude und Ystari veröffentlicht wurden.
Eine Neuerung ist das „Ziehen“ eines Buchstabens anhand von einzelnen Spielkarten. Das altbekannte Buchstabenrad wird kein Bestandteil mehr sein, kann jedoch alternativ vom Vorgänger verwendet werden.
Die beidseitig bedruckten Bildtafeln wurden von 6 auf 5 reduziert, also 10 verschiedene Motive.
Auch das Punktesystem wurde leicht verändert: Anstatt 5 erhaltener Punkte für ein einmaliges Wort, sind es diesmal 3.

## Wortherkunft
Kaleidos stammt aus dem altgriechischen kalòs + eidos (schöne Bilder).